# Zuzana Slavíková
Zuzana Slavíková (ur. 13 maja 1965 w Czeskich Budziejowicach) – czeska aktorka i prezenterka telewizyjna.
Ukończyła studia w Akademii Sztuk Scenicznych im. Leoša Janáčka w Brnie. Związała się z Teatrem Narodowym w Brnie.
Rozpoznawalność wśród telewidzów przyniosło jej prowadzenie programu Nejslabší, máte padáka!. Prowadziła także ceremonię wręczenia nagród TýTý.
W 2007 roku przeprowadziła się do Pragi.
Zajmuje się również dubbingiem. 